# Sebaea monantha
Sebaea monantha är en gentianaväxtart som beskrevs av Ernest Friedrich Gilg och Schinz. Sebaea monantha ingår i släktet Sebaea och familjen gentianaväxter. Inga underarter finns listade i Catalogue of Life.